# Murviel-lès-Béziers
Murviel-lès-Béziers (okzitanisch Murvièlh) ist ein südfranzösischer Weinort und eine Gemeinde (commune) mit 3.038 Einwohnern (Stand 1. Januar 2022) im Département Hérault in der Region Okzitanien.

## Lage und Klima
Die Gemeinde liegt etwa 13 km (Fahrtstrecke) nordwestlich von Béziers und 39 km nordöstlich von Narbonne in einer Höhe von ca. 80 m auf dem Ostufer des Orb. Das Gemeindegebiet wird von seinem Zufluss Rieutort und dessen Zufluss Ruisseau de Saint-Ouyres durchquert. Im Norden erstreckt sich das Gemeindegebiet bis an den Regionalen Naturpark Haut-Languedoc. Das in hohem Maße vom Mittelmeer beeinflusste Klima ist mild bis warm; Regen (ca. 650 mm/Jahr) fällt überwiegend im Winterhalbjahr.

## Bevölkerungsentwicklung
| Jahr                       | 1800 | 1851 | 1901 | 1954 | 1999 | 2018 |
| Einwohner                  | 1451 | 1601 | 2494 | 2021 | 2392 | 3102 |
| Quellen: Cassini und INSEE |      |      |      |      |      |      |

Trotz der Reblauskrise im Weinbau, der zunehmenden Mechanisierung der Landwirtschaft, der Aufgabe bäuerlicher Kleinbetriebe („Höfesterben“) und der daraus resultierenden Arbeitslosigkeit auf dem Lande ist die Einwohnerzahl der Gemeinde im 20. Jahrhundert in etwa stabil geblieben. Aufgrund der Nähe zur Großstadt Béziers und den auf dem Land deutlich geringeren Immobilienpreisen ist die Einwohnerzahl zu Beginn des 21. Jahrhunderts deutlich angestiegen.

## Wirtschaft
Die Gegend ist traditionell landwirtschaftlich geprägt, wobei der Weinbau eine wichtige Rolle spielt. Murviel-lès-Béziers ist eine jener Gemeinden, die ihren Wein unter der Herkunftsbezeichnung Saint-Chinian AOC vermarkten dürfen.

## Geschichte
Auf dem Gemeindegebiet wurden zahlreiche prähistorische und eisenzeitliche Kleinfunde gemacht. Hekataios von Milet (um 500 v. Chr.) und Herodot (um 450 v. Chr.) erwähnen das in der Region ansässige Volk der „Elisyquer“. Die Römer errichteten ein Castrum. Die erste urkundliche Erwähnung des als Runddorf (circulade) errichteten Ortes Murovetulo stammt jedoch erst aus dem Jahr 1053. Inwieweit der Ort in den Albigenserkonflikt des 13. Jahrhunderts oder in die Hugenottenbewegung des 16./17. Jahrhunderts involviert war, ist nicht bekannt.

## Sehenswürdigkeiten
- Im hochgelegenen Zentrum des in Teilen mittelalterlich wirkenden Ortes stehen die ehemalige Burg (château) des Grundherrn (seigneur) und die Kirche Saint-Jean-Baptiste.
- Im ehemaligen Château ist seit 1861 das Rathaus (mairie) untergebracht. Teile sind auch zu Gästezimmern umgewandelt worden.[1]
- Die einschiffige Église Saint-Jean-Baptiste mit ihrem steinernen Spitzhelm stammt aus dem 15. Jahrhundert;[2] sie ist als Monument historique anerkannt.[3]